# Distretto di Bülach
Il distretto di Bülach (Bezirk Bülach) è uno dei 12 distretti del Canton Zurigo, in Svizzera, con i suoi 143 948 abitanti è il terzo più grande distretto nel cantone.

## Geografia
Esso comprende il Rafzerfeld, territorio a nord del Reno, con Rafz, Wil, Hüntwangen e Wasterkingen.
Il capoluogo è Bülach, il comune più esteso è Kloten, dove è localizzato il Zurich Airport.

### Confini
Confina con i distretti di Andelfingen e di Winterthur a est, di Pfäffikon, di Uster e di Zurigo a sud, di Dielsdorf a ovest, con la Germania (circondario di Waldshut nel Baden-Württemberg) a nord e con il Canton Sciaffusa a est.

## Comuni
Amministrativamente è diviso in 22 comuni:
| Comuni             | Popolazione (31 dicembre 2015) | Area, km² |
| ------------------ | ------------------------------ | --------- |
| Bachenbülach       | 3,743                          | 4.25      |
| Bassersdorf        | 11,561                         | 9.02      |
| Bülach             | 19,342                         | 16.09     |
| Dietlikon          | 7,605                          | 4.26      |
| Eglisau            | 5,021                          | 9.07      |
| Embrach            | 9,143                          | 12.72     |
| Freienstein-Teufen | 2,303                          | 8.32      |
| Glattfelden        | 4,945                          | 12.35     |
| Hochfelden         | 1,989                          | 6.16      |
| Höri               | 2,639                          | 4.85      |
| Hüntwangen         | 1,013                          | 4.97      |
| Kloten             | 18,412                         | 19.28     |
| Lufingen           | 2,066                          | 5.22      |
| Nürensdorf         | 5,464                          | 10.09     |
| Oberembrach        | 1,066                          | 10.20     |
| Opfikon            | 18,482                         | 5.61      |
| Rafz               | 4,341                          | 10.74     |
| Rorbas             | 2,742                          | 4.44      |
| Wallisellen        | 15,603                         | 6.50      |
| Wasterkingen       | 573                            | 3.95      |
| Wil                | 1,375                          | 8.94      |
| Winkel             | 4,237                          | 8.16      |
| Totale             | 143.948                        | 185.19    |

### Divisioni
- 1809: Embrach → Embrach (fino al 1931 Unterembrach), Oberembrach
- 1831: Wallisellen → Rieden, Wallisellen
- 1849: Bülach → Bachenbülach, Bülach

### Fusioni
- 1811: Eschenmosen, Rüti, Winkel → Winkel (nel 1919 Eschenmosen fu assegnata a Bülach)
- 1916: Rieden, Wallisellen → Wallisellen